# Planet Blood
Planet Blood (em coreano: 플래닛 블러드), é um Manhwa publicado originalmente pela Daiwon C.I. e no brasil pela Conrad. Foi escrito pelo escritor sul-coreano Kim Tae-Hyung, com data de publicação no Brasil com inicio em Fevereiro de 2006 e termino em Abril de 2007, sendo assim um dos primeiras publicações sul-coreanas em território Nacional.

## Sinopse
Universal Century 0091. As colônias de Marte e da Lua lutam por direitos de repatriação sobre a recém-restaurada Terra. No meio de uma batalha sangrenta, um soldado, Sinan, é deixado inconsciente—apenas para acordar em um mundo completamente diferente envolvido em uma guerra totalmente diferente Adaptado pelo lendário quadrinista Mike W. Barr (Batman, Camelot 3000, Star Trek), a epopeia de ficção científica/fantasia de Tae Hyung Kim explora as profundezas do espírito humano em uma terra misteriosa e medieval.